# Gli ultimi giorni (film 1998)
Gli ultimi giorni (The Last Days) è un documentario statunitense del 1998 diretto da James Moll.
Steven Spielberg è il produttore esecutivo in qualità di fondatore della Shoah Foundation.

## Trama
Il documentario racconta gli orrori dei campi di concentramento nazisti attraverso l'esperienza di cinque ebrei ungheresi sopravvissuti allo sterminio, uno dei quali, Tom Lantos, è stato l'unico sopravvissuto all'olocausto eletto al Congresso degli Stati Uniti d'America. È morto nel 2008, come l'altro protagonista di sesso maschile, Bill Basch, mentre è morto nel 2020 Dario Gabbai, che ha fatto parte dei Sonderkommando e racconta la sua esperienza. Delle tre protagoniste di sesso femminile, Alice Lok Cahana è morta nel 2017 mentre Renèe Firestone e Irene Zisblatt sono ancora vive. Nel documentario appaiono il dottor Munch (medico SS nel campo di Auschwitz) ed il professor Randolph Braham, uno dei massimi esperti sulla Shoah in Ungheria, oltre ad alcuni veterani di guerra americani presenti al momento della liberazione dei campi di sterminio.
Si tratta di un racconto intrecciato: le voci dei protagonisti ci accompagnano in un viaggio che si fa ogni giorno più drammatico e disumano. Mentre in Europa i campi di sterminio lavorano a pieno ritmo, in Ungheria la società e soprattutto l'esercito si rifiutano di consegnare i concittadini ebrei all'alleato nazista. Con l'invasione da parte della Germania nel marzo 1944 le cose cambiano radicalmente e la situazione precipita, tanto che nel giro di poco più di tre mesi circa 438.000 persone verranno deportate e uccise nel campo di Auschwitz. In questa notte della ragione non mancano delle flebili luci, come Raoul Wallenberg e Giorgio Perlasca che, proprio a Budapest, insieme ad altri diplomatici, salvano la vita di migliaia di persone. Quattro dei 5 protagonisti finiscono nel campo di Auschwitz, Bergen Belsen, Buchenwald e Dachau dove perdono i familiari. La liberazione, tuttavia, non rappresenta la fine delle sofferenze: il ritorno alla vita "in un mondo che non ci voleva" (sono le parole di Irene) non è semplice. Solo col tempo e grazie alla presenza amorevole di mariti, mogli e figli, sarà possibile riprendere a vivere e, magari, tornare in visita al paese natale o persino ai luoghi della deportazione.
Il documentario si chiude con una domanda religiosa (è possibile credere in Dio dopo Auschwitz?) e una riflessione storica: la Shoà non è stato l'unico grande crimine nella storia dell'umanità, ma rappresenta il culmine della crudeltà a cui può arrivare l'uomo quando perde la sua integrità morale e la fede nella santità della vita umana.

## Riconoscimenti
- 1999 - Premio Oscar
  - Miglior documentario a James Moll e Ken Lipper
- 1999 - American Cinema Editors
  - Miglior montaggio in un documentario a James Moll